# Naviraí
Naviraí, amtlich portugiesisch Município de Naviraí, ist eine Stadt im brasilianischen Bundesstaat Mato Grosso do Sul. Sie hatte nach der Volkszählung von 2010 46.424 Einwohner auf einer Fläche von rund 3193,5 km². Die Zahl wurde vom IBGE zum 1. Juli 2019 auf 54.878 Einwohner geschätzt mit einer heutigen Bevölkerungsdichte von rund 16 Personen pro Quadratkilometer, die sich zu rund 92 % auf städtisches Siedlungsgebiet und zu rund 8 % auf den ländlichen Raum verteilen.

## Geographie

### Lage
Die Stadt liegt 370 km von der Hauptstadt des Bundesstaates (Campo Grande) und 1301 km von der Landeshauptstadt (Brasília) entfernt. Die Stadt grenzt an Jateí, Itaquiraí, Iguatemi, Juti, Alto Paraíso, Icaraíma und Querência do Norte.

### Gewässer
Die Stadt steht unter dem Einfluss des Río Paraná, der zum Flusssystem des Río de la Plata gehört. Weiter Flüsse:
- Rio Amambai: rechter Nebenfluss des Rio Paraná.
- Rio Curupaí: rechter Nebenfluss des Rio Paraná.
- Rio Ivinhema: rechter Nebenfluss des Rio Paraná.
- Rio Laranjaí: rechter Nebenfluss des Rio Ivinhema.

### Vegetation
Das Gebiet ist ein Teil der Cerrados (Savanne Zentralbrasiliens).

### Klima
In der Stadt herrscht subtropisches Klimas (Cfa). Regenzeit ist zwischen Oktober und März. Die durchschnittliche Temperatur des kältesten Monat liegt zwischen 14 °C und 15 °C, die Jahresdurchschnittstemperatur ist 22,4 °C. Die Jahresniederschlagsmenge variiert von 1400 bis 1700 mm, Durchschnitt 1517 mm.

## Religion
Naviraí ist Sitz der römisch-katholischen Diözese Bistum Naviraí.

## Verkehr
Die Landesstraße MS-141 kreuzt sich mit der Landesstraße MS-489 im Zentrum der Stadt.
Der Flughafen Naviraí Airport ist 3,7 km von der Innenstadt entfernt.

## Bevölkerungsentwicklung
Quelle IBGE (2019: Schätzung).

### Ethnische Gruppen
(Stand 2010 mit 46.424 Einwohnern)
| Gruppe                | Anteil | in %  | Anmerkung                       |
| --------------------- | ------ | ----- | ------------------------------- |
| Pardos (Mischrassige) | 23.380 | 50,36 | meist Mulatten und Mestizen     |
| Brancos (Weiße)       | 20.270 | 43,66 | Nachfahren von Europäern        |
| Pretos (Schwarze)     | 2.101  | 4,53  | Herkunft nicht entschlüsselt    |
| Amarelos              | 496    | 1,07  | Asienstämmige                   |
| Indigene              | 177    | 0,38  | Indigene Bevölkerung Brasiliens |

### Alterspyramide
Naviraí hat mit über 51 % der Einwohner unter 30 Jahren eine sehr junge Bevölkerung.
| Männer | Alterstufe      | Frauen |
| ------ | --------------- | ------ |
| 27     | 90 + (0,14 %)   | 39     |
| 787    | 70–89 (3,42 %)  | 802    |
| 3018   | 50–69 (13,15 %) | 3085   |
| 7010   | 30–49 (30,46 %) | 7130   |
| 6505   | 15–29 (28 %)    | 6492   |
| 5506   | 0–14 (23,11 %)  | 5221   |

## Durchschnittseinkommen und HDI
Das monatliche Durchschnittseinkommen betrug 2017 den Faktor 2,2 des brasilianischen Mindestlohns (Salário mínimo) von R$ 880,00 (umgerechnet für 2019: rund 438 € monatlich). Der Index der menschlichen Entwicklung (HDI) ist mit 0,700 für 2010 als hoch eingestuft.
Das Bruttosozialprodukt pro Kopf betrug 2016 28.749,51 R$.

## Persönlichkeiten der Stadt
- Ettore Dotti (* 1961), Bischof von Naviraí
- Edmar Figueira (* 1984), Fußballspieler